# Schaduwmier
De schaduwmier (Lasius umbratus) is een mierensoort uit de onderfamilie van de schubmieren (Formicinae). De wetenschappelijke naam van de soort is voor het eerst geldig gepubliceerd in 1846 door Nylander.

## Uiterlijk
De schaduwmier is lichtgeel tot bruingeel met dikke beharing. De werksters zijn rond de 3 à 4 mm groot. De koningin is 9 mm lang en heeft een bruinzwarte kleur. De mannelijke schaduwmieren zijn 3,5 tot 4,5 mm lang, ze zijn zwart en lang.

## Indeling van het mierennest
In het mierennest is er een functionele koningin. De geslachtsdieren vliegen op warme dagen van eind juni tot eind september uit. Enkel de sterkste mannetjes kunnen de koninginnen in de vlucht bijhouden en paren. De bevruchte koningin ontdoet zich op de grond van haar vleugels. Vervolgens zoekt ze een kolonie van Lasius niger, Lasius platythorax, Lasius brunneus of Lasius psammophilus. De indringster doodt een werkster, neemt haar geur over en doodt vervolgens de koningin van het oorspronkelijk nest. De kolonie wordt zodoende overgenomen.

## Voorkomen
Deze soort is inheems in Europa, Noord-Azië, Marokko, Algerije en Turkije. Verder bouwen schaduwmieren hun nesten in steden en rurale gebieden onder stenen.